# Консептизм
Консептизм (исп. Conceptismo — от слова концепт, понятие) — направление в испанской барочной литературе XVII века. Отличительные черты — сложные метафоры, оксюмороны, эллипсы, каламбуры, загадки, намёки, аллегории, метаморфозы, параболы, притчи, эмблемы. Построен на принципе остроумного употребления предметов, лишённых очевидного сходства. Наиболее яркие представители концептизма Алонсо де Ледесма (1552—1623), Франсиско де Кеведо (1580—1645), Бальтасар Грасиан (1601-58) — «Остромыслие, или Искусство изощренного ума». Имеет общие черты с гонгоризмом, в английской литературе — эвфуизмом, итальянской — маринизмом.
Статья основана на материалах Литературной энциклопедии 1929—1939.